# Oriol Badia i Tobella
Oriol Badia i Tobella   (Matadepera, 16 d'agost de 1933 - Terrassa, 3 de gener de 2024) fou un advocat i conseller de treball durant el segon Govern de Jordi Pujol, entre 1984 i 1988.

## Biografia
Nascut a Matadepera, fill del notari Francesc de Paula Badia i Tobella, juntament amb altres sis germans, va créixer en el si d'una família de fe catòlica. El seu pare, un dels fundadors d'Unió Democràtica, fou assassinat per les FAI a Mura el 1937, fet que marcaria la seva infantesa.
Va estudiar a l'Escola Pia de Terrassa i va continuar els estudis a la Universitat de Barcelona, on va esdevenir un advocat especialitzat en dret laboral. Va obrir despatx professional a Terrassa amb un dels seus germans (Joaquim) i es va especialitzar en la gestió de conflictes laborals sorgits arran de les crisis al sector industrial de la dècada de 1960 i 1970. L’any 1962 es va casar amb Anna Perpinyà, d’Olesa de Montserrat, i van ser pares de cinc fills.
El 1971, en el marc del II Congrés Jurídic Català, va defensar que es tornés a constituir el Parlament de Catalunya. Entre 1979 i 1980 fou secretari dels Amics de les Arts i les Joventuts Musicals de Terrassa.
El 1984 fou nomenat conseller de Treball al segon govern de Jordi Pujol. Entre 1993 i 2003 fou president de Caixa de Terrassa, des d'on va potencial l'obra social de l'entitat. Durant el seu mandat es va inaugurar la nova central de l'entitat a la Rambla d'Ègara.
Un cop jubilat, va escriure un llibre dedicat al seu pare, publicat per Publicacions de l'Abadia de Montserrat el 2018.
En l'àmbit cívic, fou membre d'Òmnium Cultural, el CIC, els Amics de les Arts de Terrassa, patró de la Fundació Torre del Palau i membre del Rotary de Terrassa, entre d'altres. Fou membre de la Confraria de la Mare de Déu de Montserrat i del Grup Sant Jordi de Defensa i Promoció dels Drets Humans i va ser secretari de l’Schola Cantorum (1956) de cant gregorià a Terrassa. Els darrers anys de la seva vida va col·laborar amb el Casal de la Gent Gran de Matadepera.
Va morir el gener de 2024 i la cerimònia de comiat es va oficiar a l’Església parroquial de la Sant Joan de Matadepera.

## Publicacions
- Francesc de Paula Badia i Tobella, ferm cristià i excel·lent patriota (Publicacions de l'Abadia, 2018)